# Inakappe Taisho
Inakappe Taishō (яп. いなかっぺ大将 Инакаппэ Тайсё:, Генерал Инакаппэ) — японская манга, автором которой является Нобору Кавасаки. Публиковалась издательством Shogakukan в журнале Shogakukan no Gakushū Zasshi. Манга выиграла 14 премию Shogakukan. По мотивам манги студией Tatsunoko Production был выпущен аниме-сериал. Всего выпущены 104 серии аниме, каждая серия поделена на 2 короткие истории.

## Сюжет
Маленький мальчик по имени Дайдзаэмон расхаживает всегда в традиционном японском костюме, общается с животными токийского зоопарка, и всегда начинает танцевать, когда слышит где то музыку. Он периодически посещает подругу отца и её дочь Кикуко, чтобы выучится приёмам дзюдо. Сама же Кикуко благодаря тренировкам матери может выполнять уникальные и сложнейшие приёмы дзюдо, такие как, тройной поворот в воздухе. Несмотря на своё клоунское поведение, Дайдзаэмон быстро постигает боевые искусства, пользуется высокой популярностью среди окружающих и намеревается в будущем стать чемпионом.

## Роли озвучивали
- Масако Нодзава — Дайдзаэмон Кадзэ
- Харуко Китахама — Сираюки-сэнсэй
- Кинъя Айкава — Нянко-сэнсэй
- Мари Окамото — Огаки Кикуко